# Lee Hyung-taik

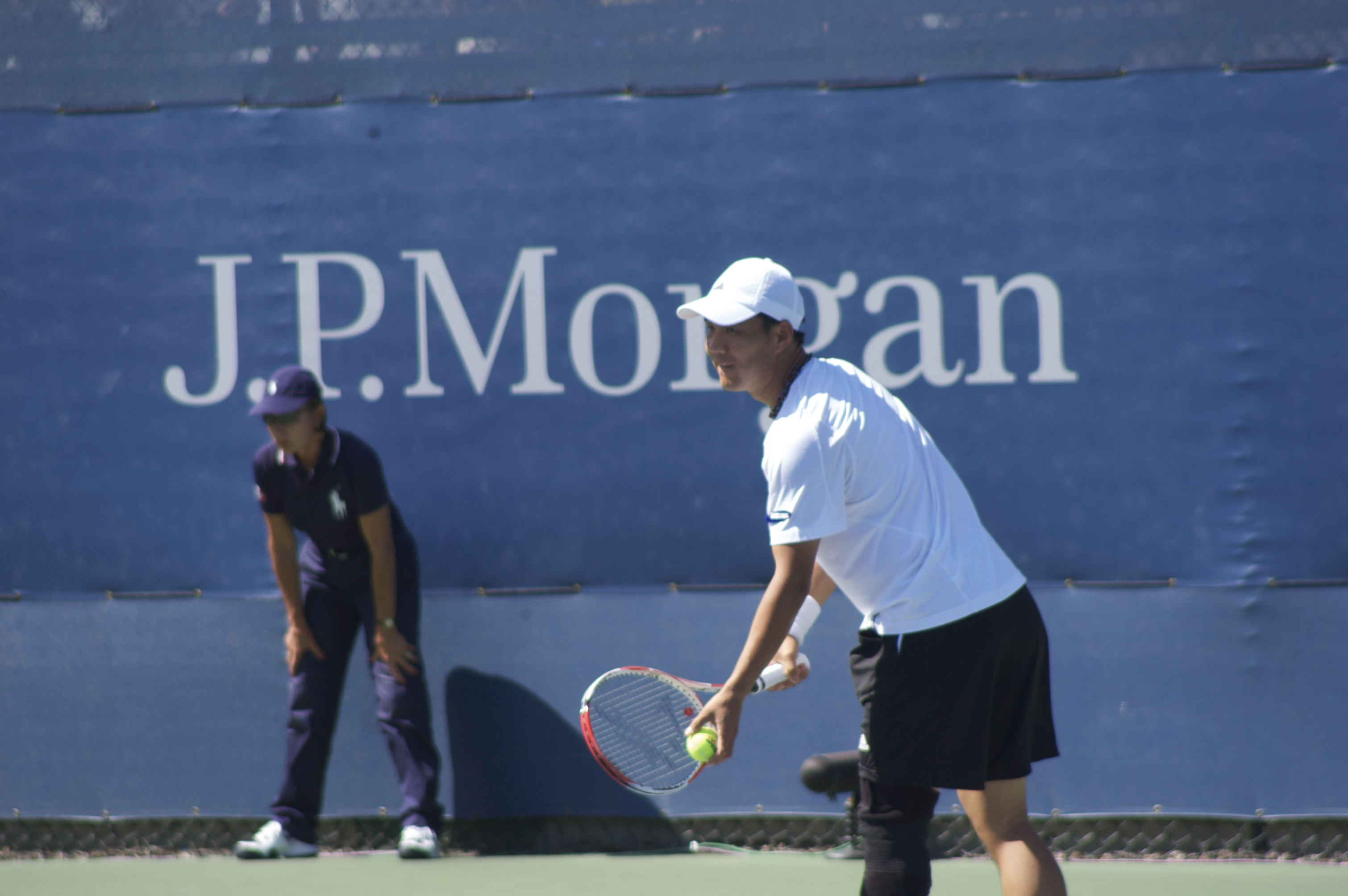
Lee Hyung-taik

Lee Hyung-taik (이형택), född 3 januari 1976 i Gangwonprovinsen, är en sydkoreansk högerhänt professionell tennisspelare. Han började spela tennis vid 9-årsåldern.
I Sydkorea har Lee vunnit Samsung Securities Cup sju gånger. Han deltog också i Australiska öppna 2008. Han har även deltagit i OS i Peking 2008. Lee har som bäst varit rankad 36 i världen i singel.